# Gambijska nogometna reprezentacija
Gambijska nogometna reprezentacija predstavlja Gambiju u nogometu, te je pod kontrolom gambijskog nogometnog saveza. Do 1965. godine su nastupali pod imenom Britanska Gambija, što je do tada bilo i službeno ime države. Do sada se nijedanput nisu kvalificirali na svjetsko prvenstvo, a 2021. su zabilježili prvi nastup na kontinentalnom Afričkom kupu nacija kada su došli do četvrtfinala.

## Vanjske poveznice
- GFF Službene stranice Gambijskog nogometnog saveza